# الدبران b
الدبران b هو كوكب خارج المجموعة الشمسية  يدور حول النجم العملاق البرتقالي الدبران ويقع على مسافة 65 سنة ضوئية في كوكبة الثور. وقد تم اكتشافه في البداية في عام 1993، ولكن اعتبر مشكوكا فيه حتى عام 2015، عندما توصل الباحثون إلى استنتاج مفاده أنه من المحتمل أن يكون هناك كوكب خارج المجموعة الشمسية يدور حول الدبران، بما يتفق مع الحسابات الأصلية، وأيضا يتوافق مع النشاط النجمي.
الدبران b مشتري حار خارج النظام الشمسي كتلتة تقدر بحوالي 6.5 ضعف كتلة المشتري. يدور الكوكب حول نجم الدبران على بعد 1.46 وحدة فلكية حوالي 45٪ أبعد من مدار الأرض حول الشمس. ومن المرجح أن تكون درجة حرارة هذا الكوكب نحو 1500 كلفن (1,230 درجة مئوية، 2,240 درجة فهرنهايت) بسبب نصف قطر النجم الأم.

## ملاحظة
1. ↑  هناك فرصة ضعيفة تشير إلى أن الدبران b قد يكون عبارة عن بقايا قديمة من النشاط النجمي لنجم الدبران ، وبالتالي فإن احتمال أن يكون الدبران b كوكب خارج المجموعة الشمسية ليست 100٪، ولكن الحسابات أشارت إلى أنه قد يكون هناك بالفعل .